# Chiswick House

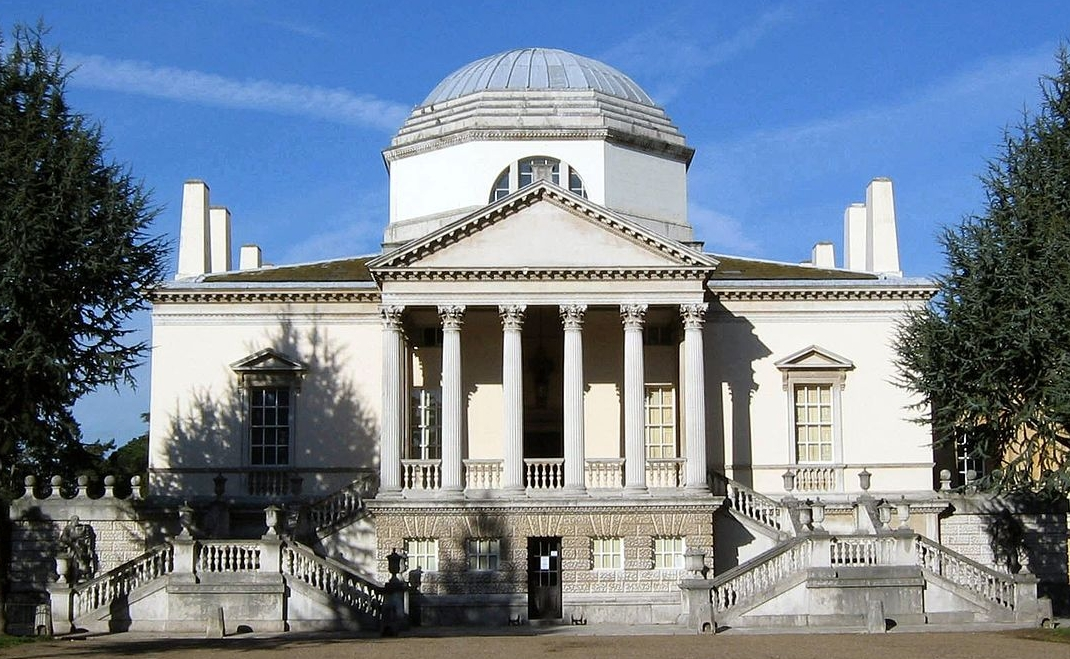
Chiswick House

Das Chiswick House ist ein im palladianischen Stil errichtetes Gebäude im Londoner Stadtteil Chiswick.

## Geschichte
Gebäude und Park, beide vom Architekten William Kent 1715 bis 1730 für Richard Boyle, 3. Earl of Burlington (1695–1753), angelegt, gelten als revolutionäre Neuerungen ihrer Zeit. Der Palladianismus hatte zwar bereits ein Jahrhundert Tradition in England, doch Chiswick House gilt als erster Bau eines stilreinen Klassizismus, der ab etwa 1760 bis etwa 1840 zur europäischen Stilnorm wurde. Zuvor hatte seit Anfang des 17. Jahrhunderts, vor allem im Westen Europas, der Klassizistische Barock vorgeherrscht, in dessen Zeit auch der Bau von Chiswick House fällt.
Mit dem Park schufen Kent und Charles Bridgeman zugleich den ersten Englischen Landschaftsgarten im eigentlichen Sinne, nachdem Vorbilder wie die Parkanlagen von John Vanbrugh (1664–1726) und Nicholas Hawksmoor um Castle Howard (1699–1712), Blenheim Palace (1705–1722) und Claremont House (1715–1727) bereits die formelle Anlage des Französischen Barockgartens durch Landschaftselemente angereichert hatten.
Burlington war ein Mäzen (er förderte Georg Friedrich Händel) und ein Dilettant, der sich mit Architektur beschäftigte. Er plante seine Villa nach dem Vorbild der Villa Rotonda in Vicenza, von Andrea Palladio um 1566 errichtet, und verwirklichte sie zwischen 1720 und 1730. Burlington wollte der in Europa dominierenden Kultur des französischen Absolutismus etwas entgegensetzen, seine Vorbilder fand er in Italien (Andrea Palladio) und in England selbst (bei Inigo Jones, der bereits im 17. Jahrhundert Palladios Architekturauffassung propagiert und damit den Palladianismus begründet, sich aber mit seiner stilreinen Auffassung bislang kaum durchgesetzt hatte). Erst Burlington verhalf mit dem Palladian Revival seinen Ideen zum Durchbruch. Chiswick House ist somit der Prototyp des in England „Neo“-Klassizismus genannten Stils, insbesondere des Palladianismus, der für die nächsten 150 Jahre zu zahlreichen Bauten im palladianischen Stil führen sollte, die sich auch auf die Kolonialarchitektur in Nordamerika auswirken sollte, etwa in dem Herrenhaus von Monticello (Virginia), dem selbst entworfenen Landsitz Thomas Jeffersons.

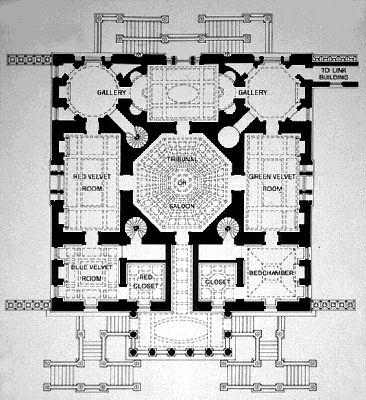
Grundriss von Chiswick House

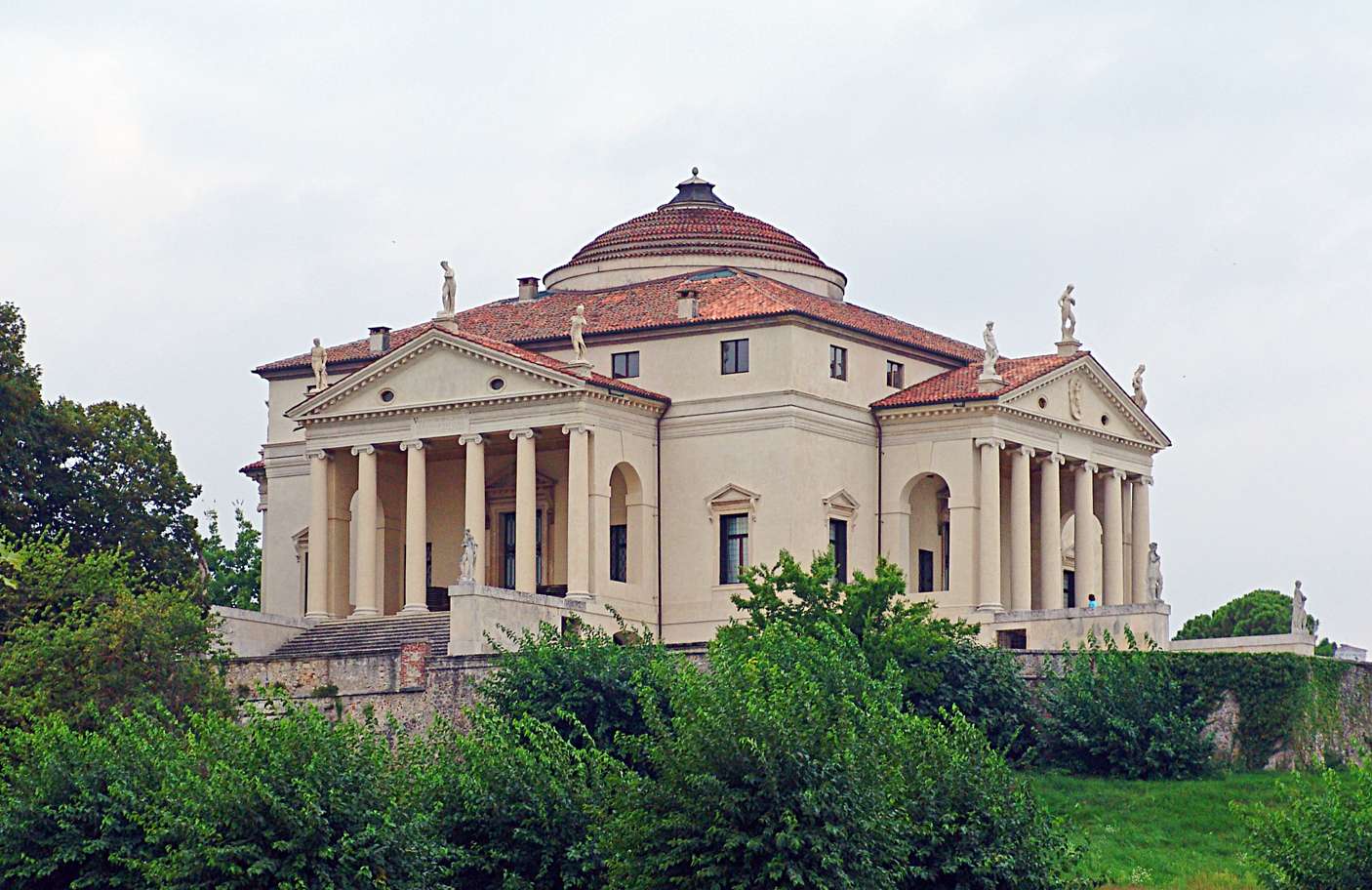
Das Vorbild: die Villa Rotonda in Vicenza von Andrea Palladio (um 1566)

Der Bau ähnelt in Proportion und Fassaden der Villa Rotonda, doch anders als diese hat er vier verschiedene Seiten, mit unterschiedlichen Fenstern und zwei verschiedenen Freitreppen, während das Vorbild auf allen vier Seiten gleiche Portiken und Treppen hat und auch um ein Mezzaningeschoss höher ist. Während die Rotonda vier gleiche Appartements kreuzförmig um einen zentralen zweigeschossigen, runden Kuppelsaal aufweist, gibt es im Grundriss von Chiswick House eine gewisse Variation der Raumformen um oktogonale Hallen auf zwei Etagen herum.
Das Haus war für alltägliche Vorrichtungen nicht geeignet, es war „zu klein um darin zu leben, und zu groß, um es an eine Uhrkette zu hängen“, wie der Zeitgenosse John Hervey spottete. Chiswick House war kein gewöhnliches Wohnhaus, es war eine architektonische Absichtserklärung, zudem nur der Anbau des eigentlichen Landhauses, das nicht erhalten ist.
Der Garten von Chiswick House wurde 1715 angelegt, Alexander Pope wirkte als Berater. Nach Fertigstellung der neuen Villa 1729 wurde eine neue Anlage in Angriff genommen, diesmal half der junge Maler William Kent, den Burlington in Italien getroffen und für die Innenausstattung angestellt hatte. Zusammen studierten sie antike Gartenbeschreibungen, etwa von Plinius dem Jüngeren, und bemühten sich um eine Annäherung. Säulen und Skulpturen (etwa von antiken Dichtern), Tempel und ein Bagnio komplettierten das Bild. Der Bollo Brook, der bis 1726 die Grenze des Gartens gebildet hatte, kam durch Landzukäufe im Garten zu liegen und versorgte Seen und Brunnen mit Wasser.
Doch Kent ging noch weiter: Das Antikenzitat drückte den Geist der Freiheit nicht angemessen aus, seiner Meinung nach mussten die symmetrischen Gartenräume aus ihren starren, strengen Formen erlöst werden. Damit formulierte Kent erstmals das Grundprinzip des Englischen Landschaftsgartens und wurde später zu einem der Vordenker der Gartenrevolution.
1966 filmten die Beatles zwei Musikvideos für Paperback Writer und Rain in der Gartenanlage.

## Bilder

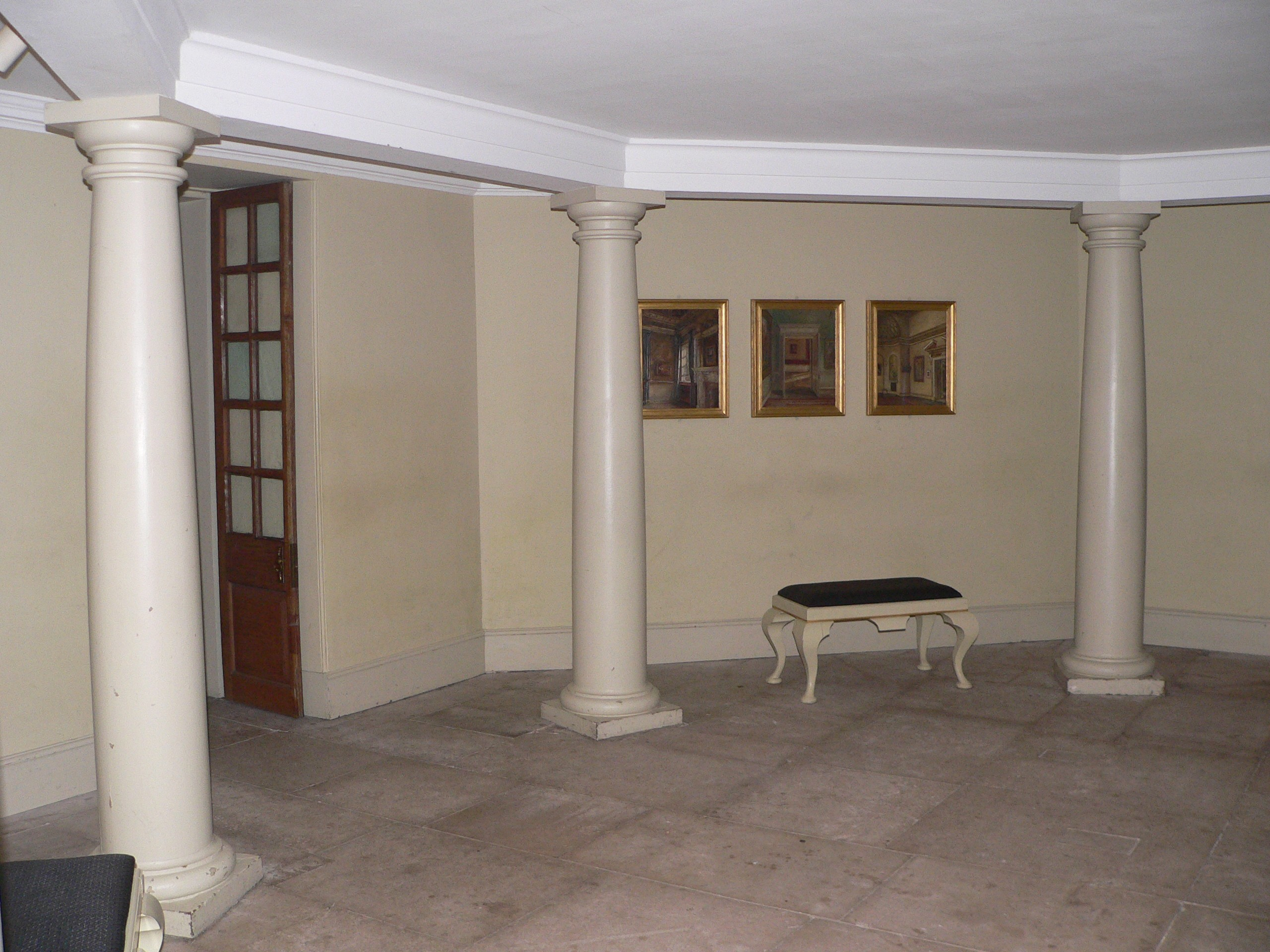
Die Lower Tribune (untere Halle)
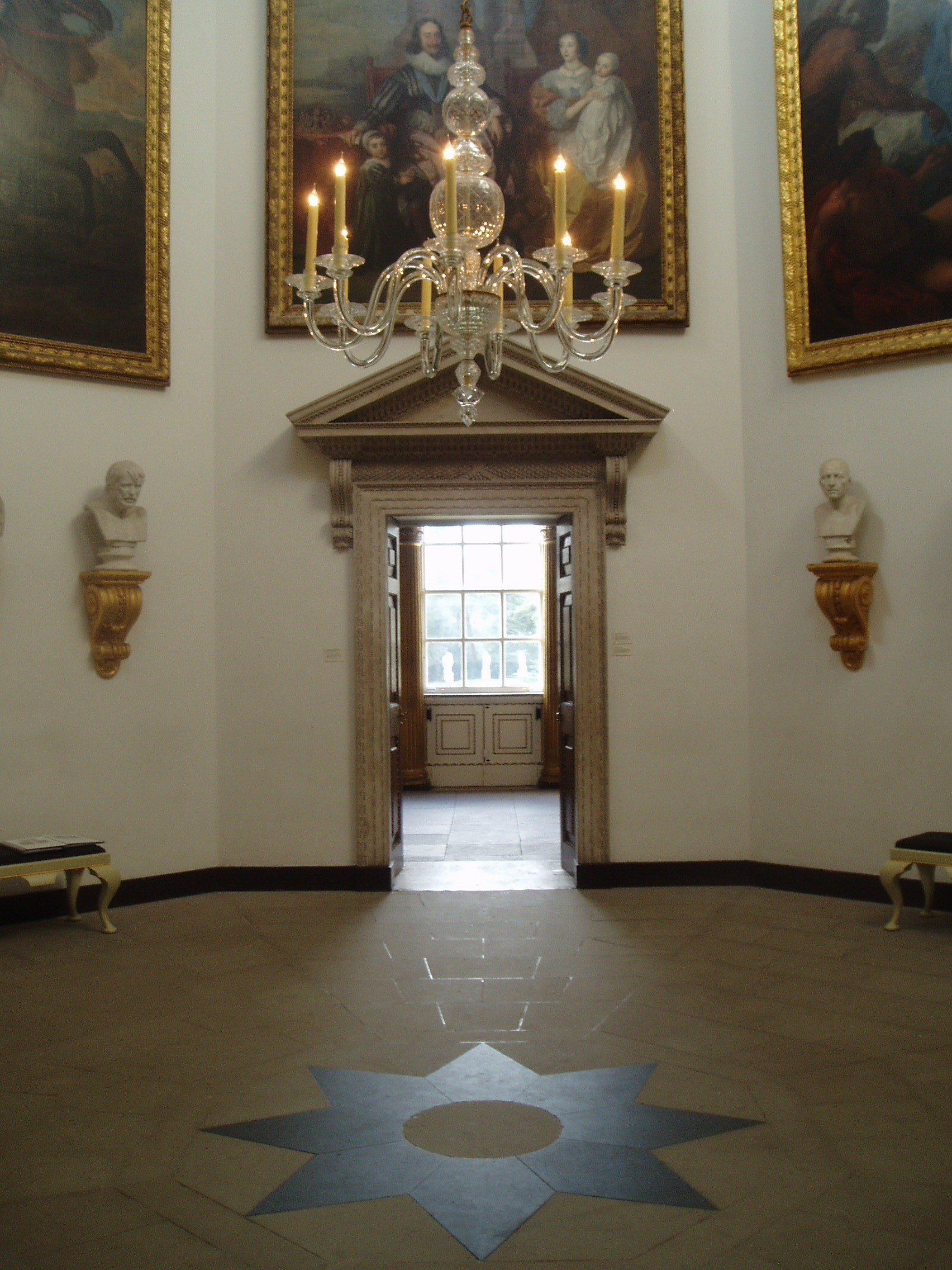
Die Upper Tribune (obere Halle) mit Blick auf die Gallery
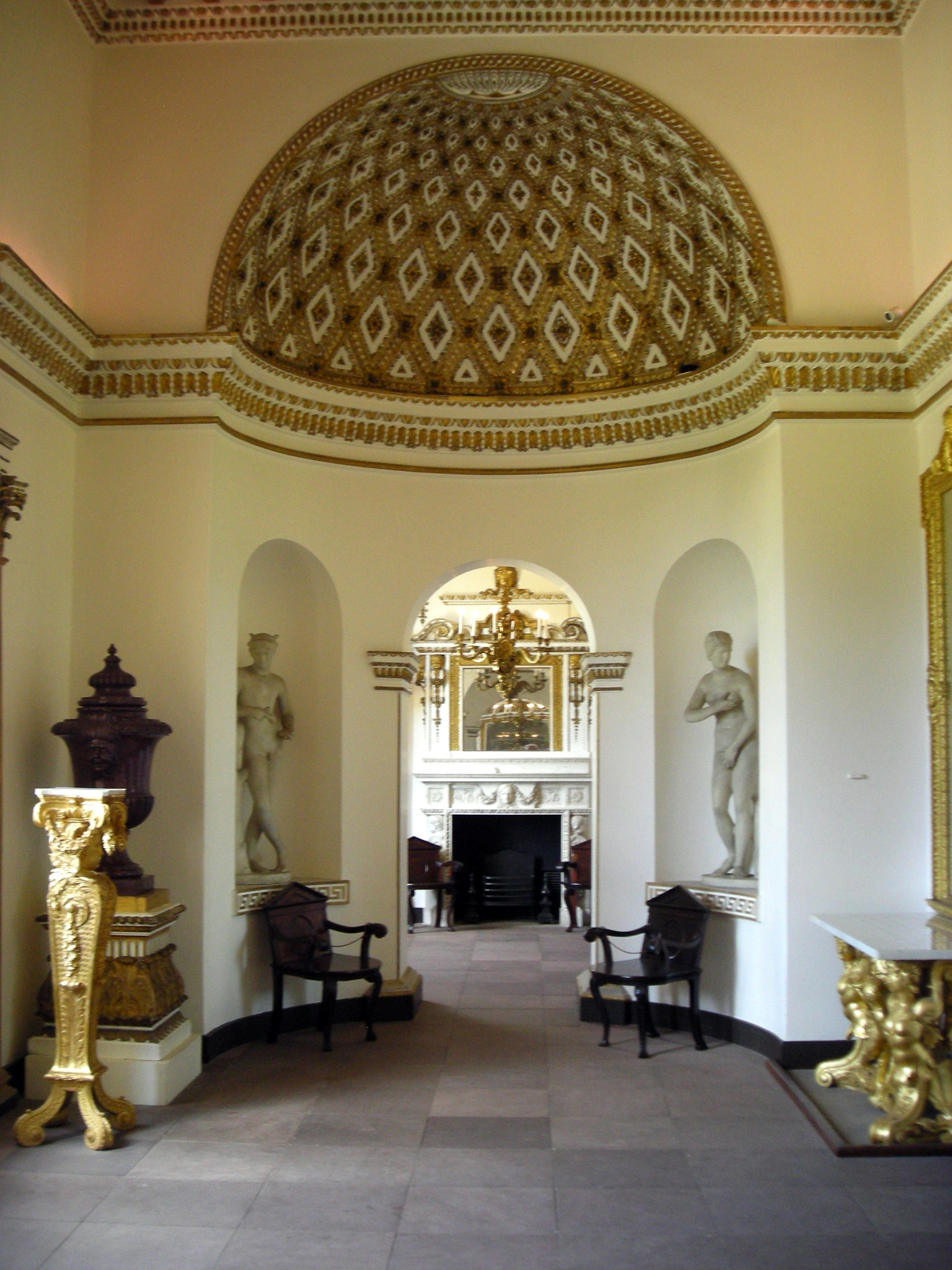
Die Gallery
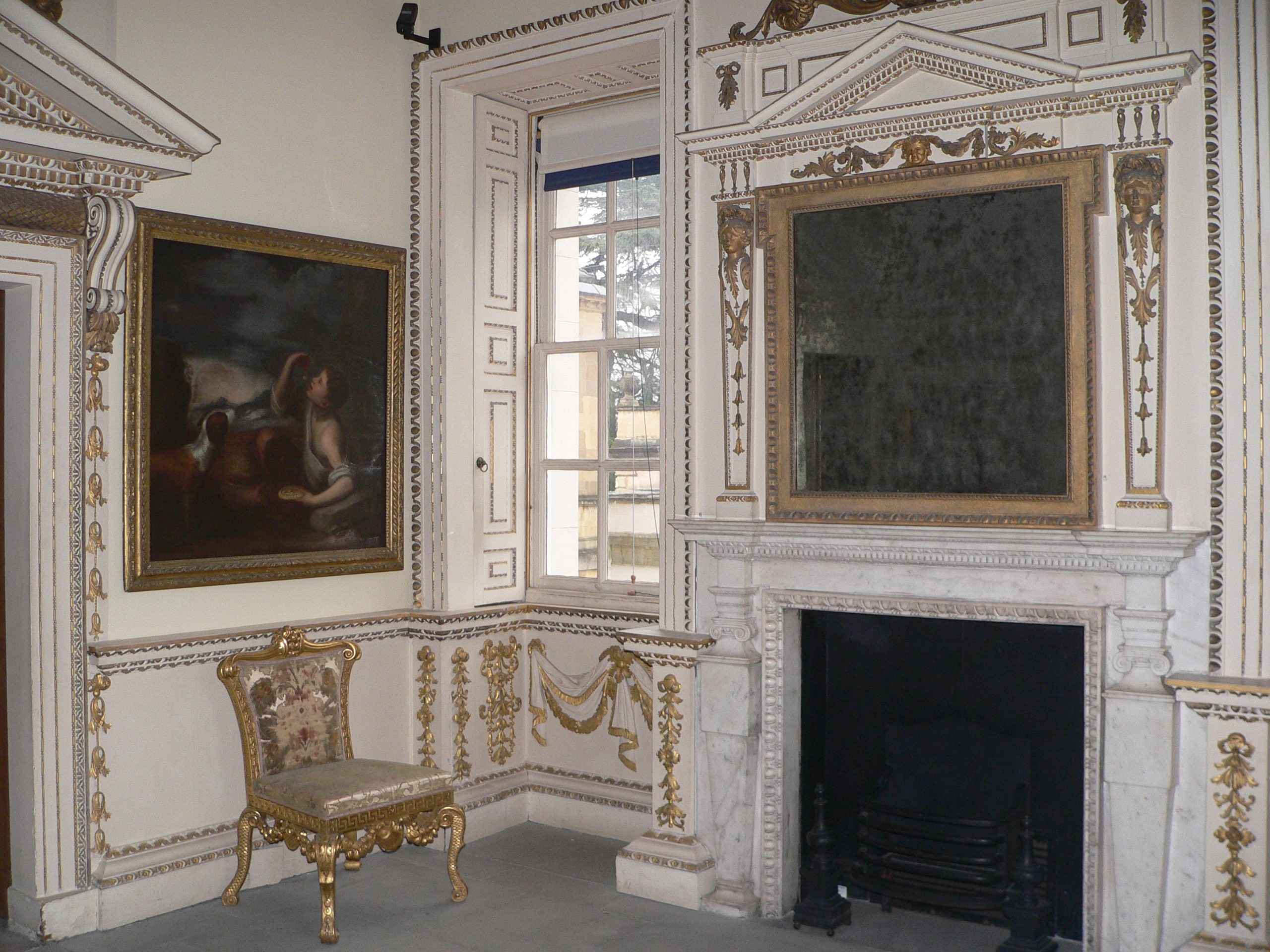
Schlafzimmer
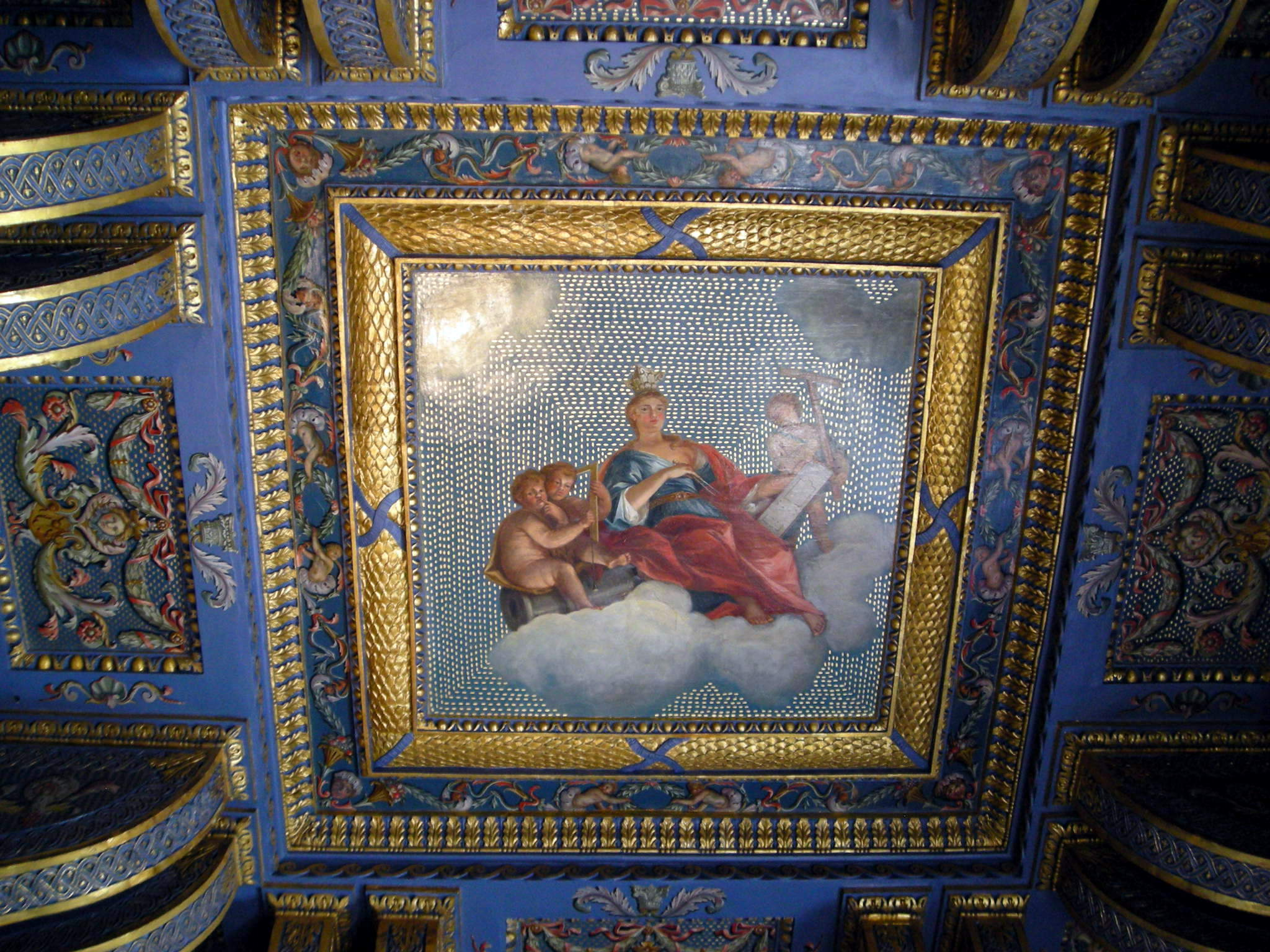
Decke im Blue Velvet Room
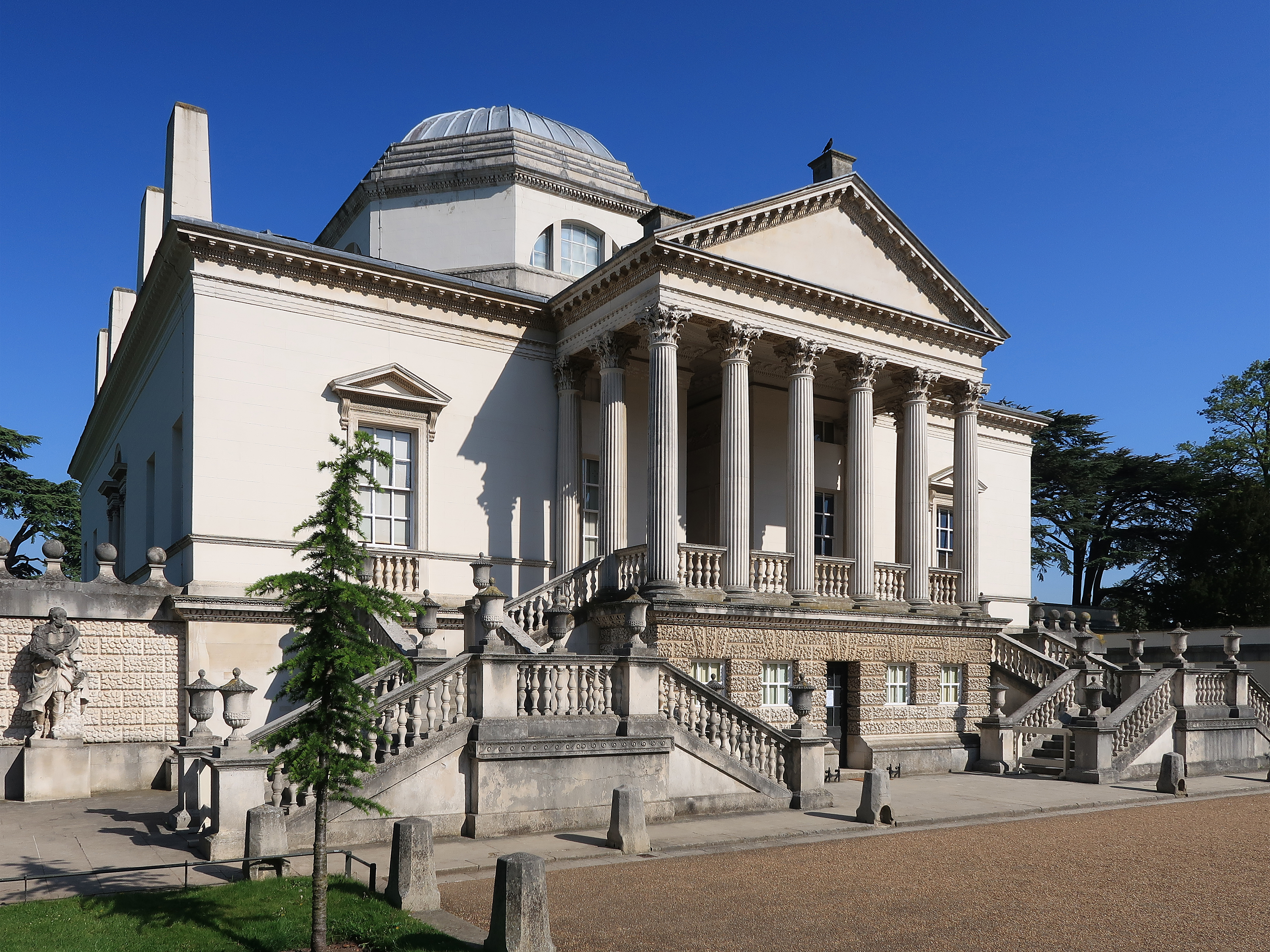
Vorderfront
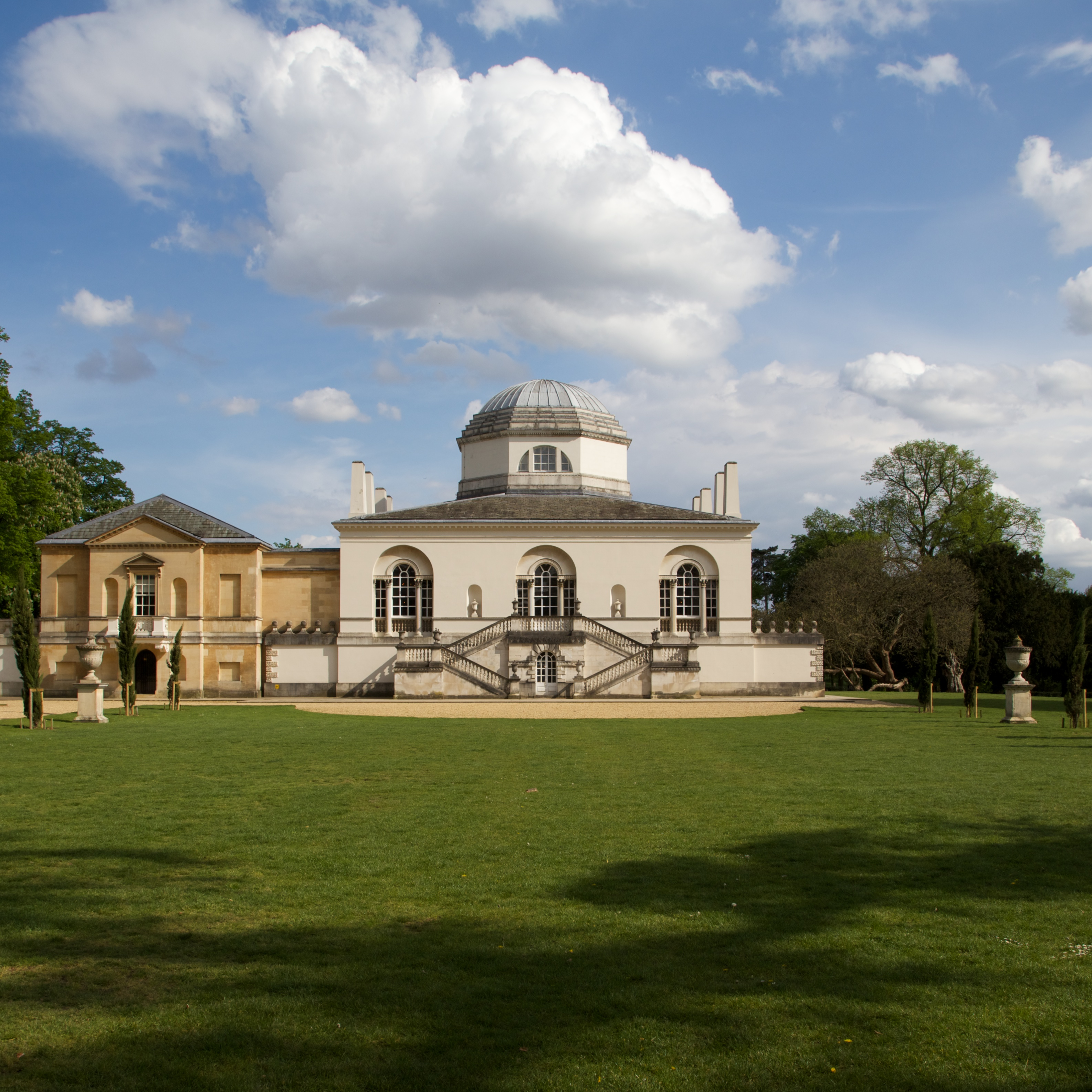
Blick vom Park auf das Haus
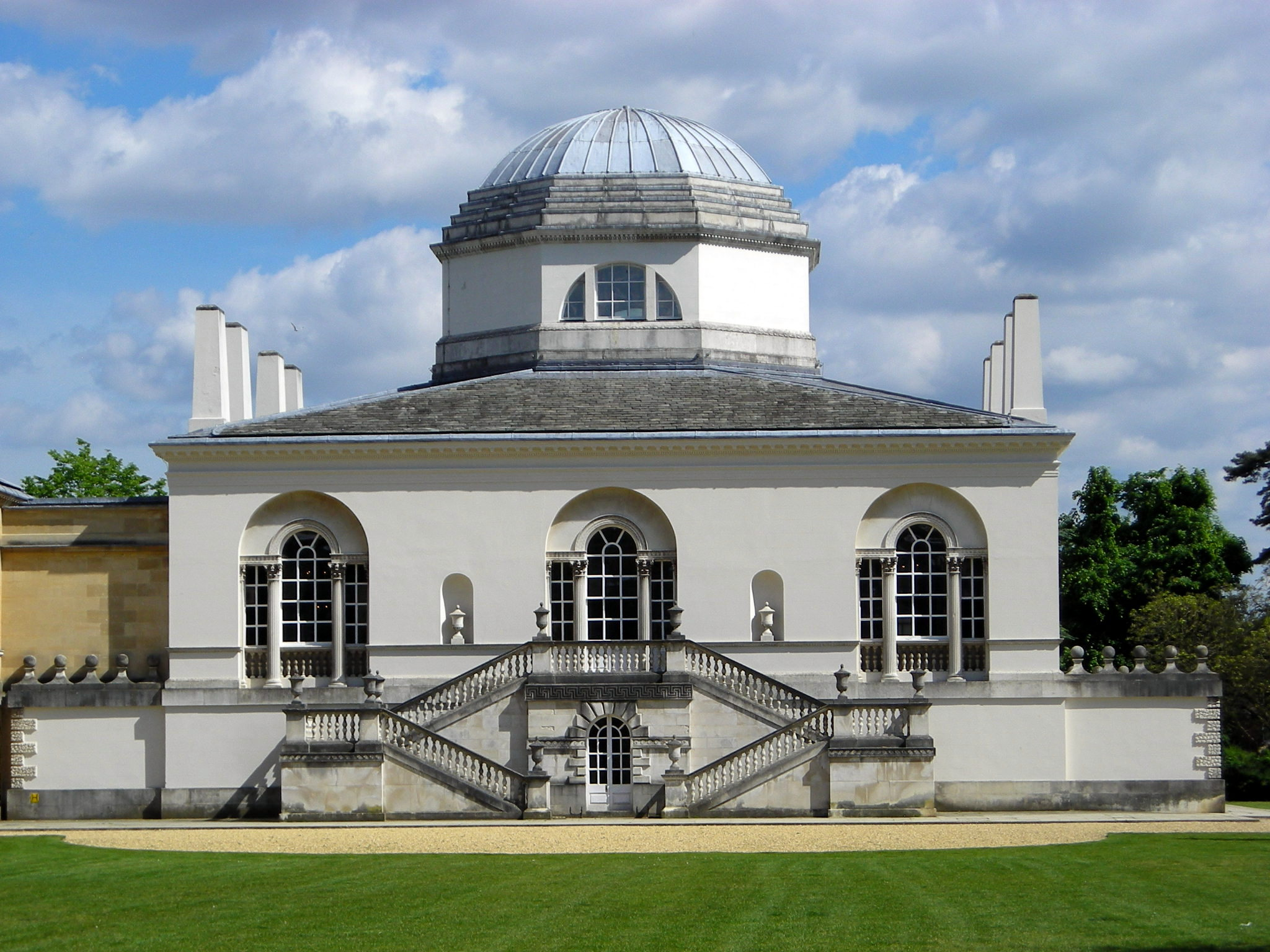
Gartenfront
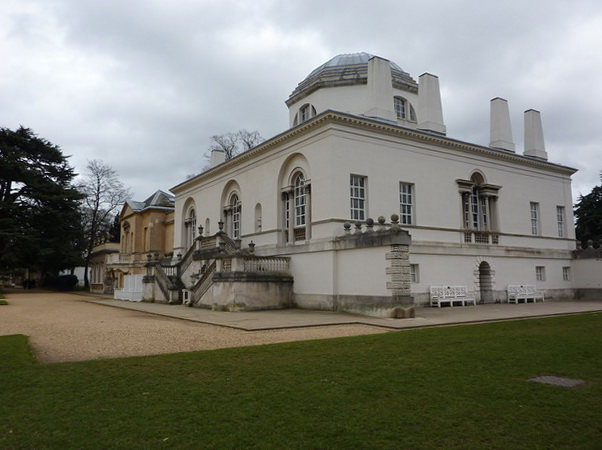
Seitenfront
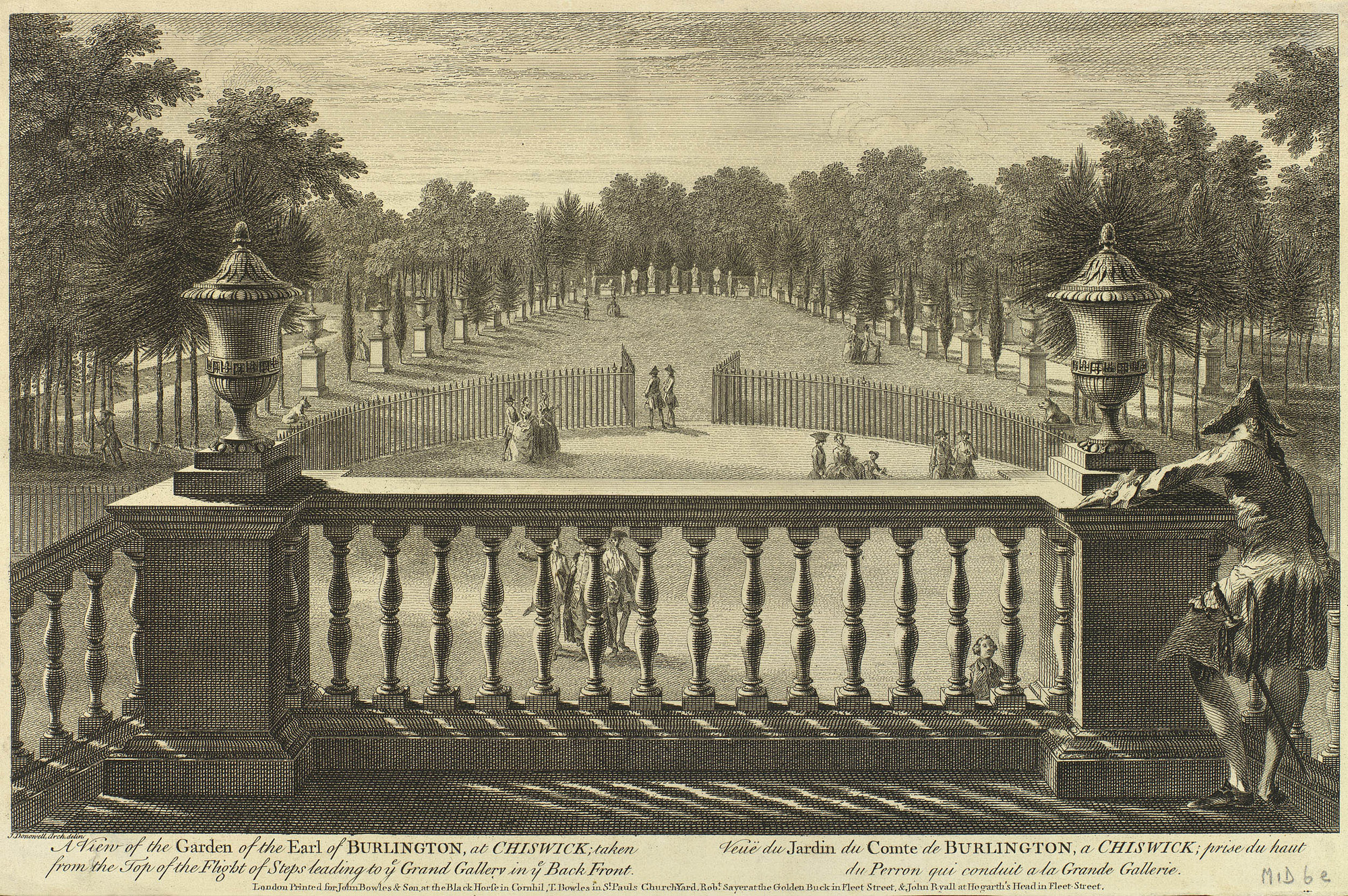
Ursprünglicher Blick in den Park
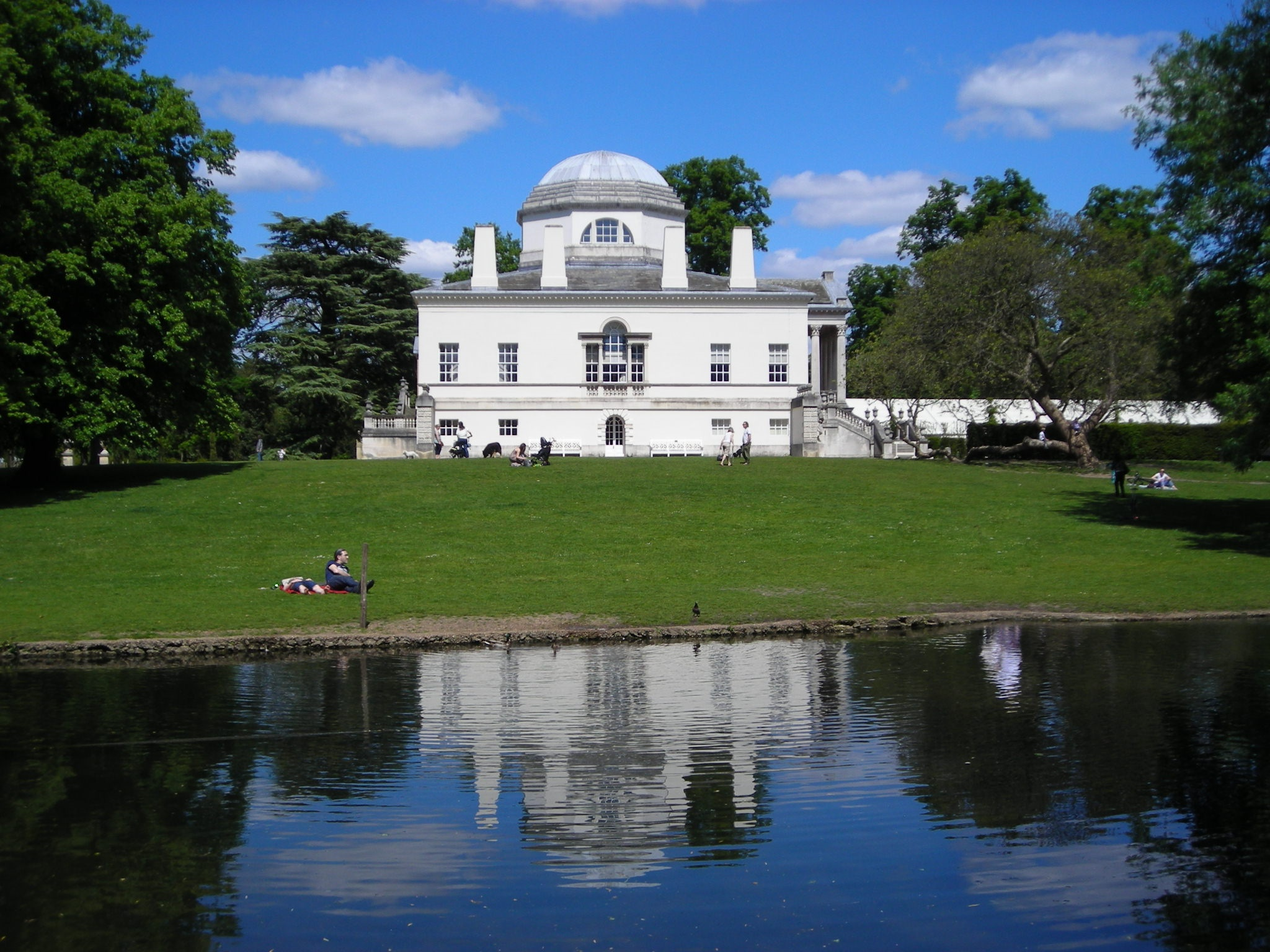
Blick vom Teich
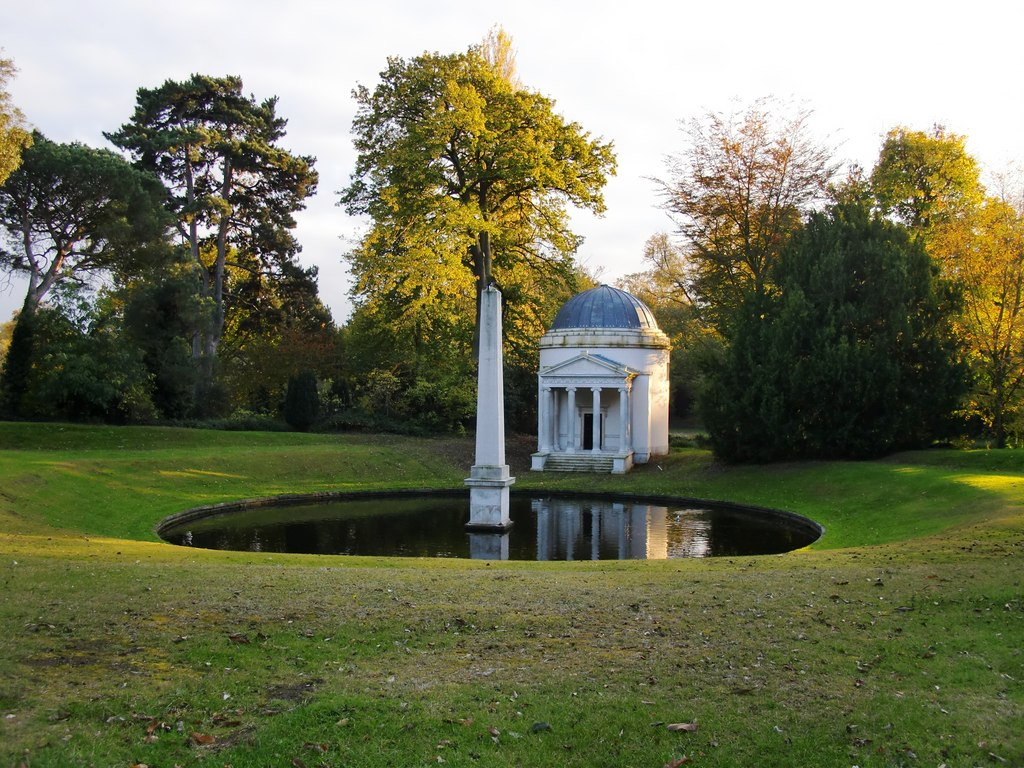
Ionischer Tempel im Park